# Katz's Delicatessen
Katz's Delicatessen est un restaurant de type delicatessen situé à New York aux États-Unis. Il se trouve dans le Lower East Side, dans l'arrondissement de Manhattan. 

## Histoire
Le restaurant a été fondé en 1888 par les frères Iceland. En 1903, l'arrivée de Willy Katz, un immigré juif venu de Russie entraîne un changement de nom de l'établissement qui de « Iceland Brothers » devient « Iceland & Katz ». Benny, un cousin de Willy Katz se joint à ce dernier en 1910, la vente du restaurant est alors officialisée et devient « Katz’s delicatessen ». En 1917, Harry Tarowsky, un autre immigrant juif de Russie, s'associe à l'affaire.

## Cuisine
L'établissement propose une cuisine de style cacher (mais qui, en réalité ne l'est pas) typique de la cuisine juive nord-américaine ; il propose notamment le sandwich à la viande fumée, au corned-beef ou au pastrami, la soupe de boules de matza, le sandwich Reuben, les cornichons de type pickle.

## Localisation
Katz's Deli est situé dans le Lower East Side, quartier du sud-est de l'île de Manhattan. Il se trouve plus précisément au croisement de Houston Street, rue transversale précédant la première rue, et Ludlow Street.

## Dans la culture populaire

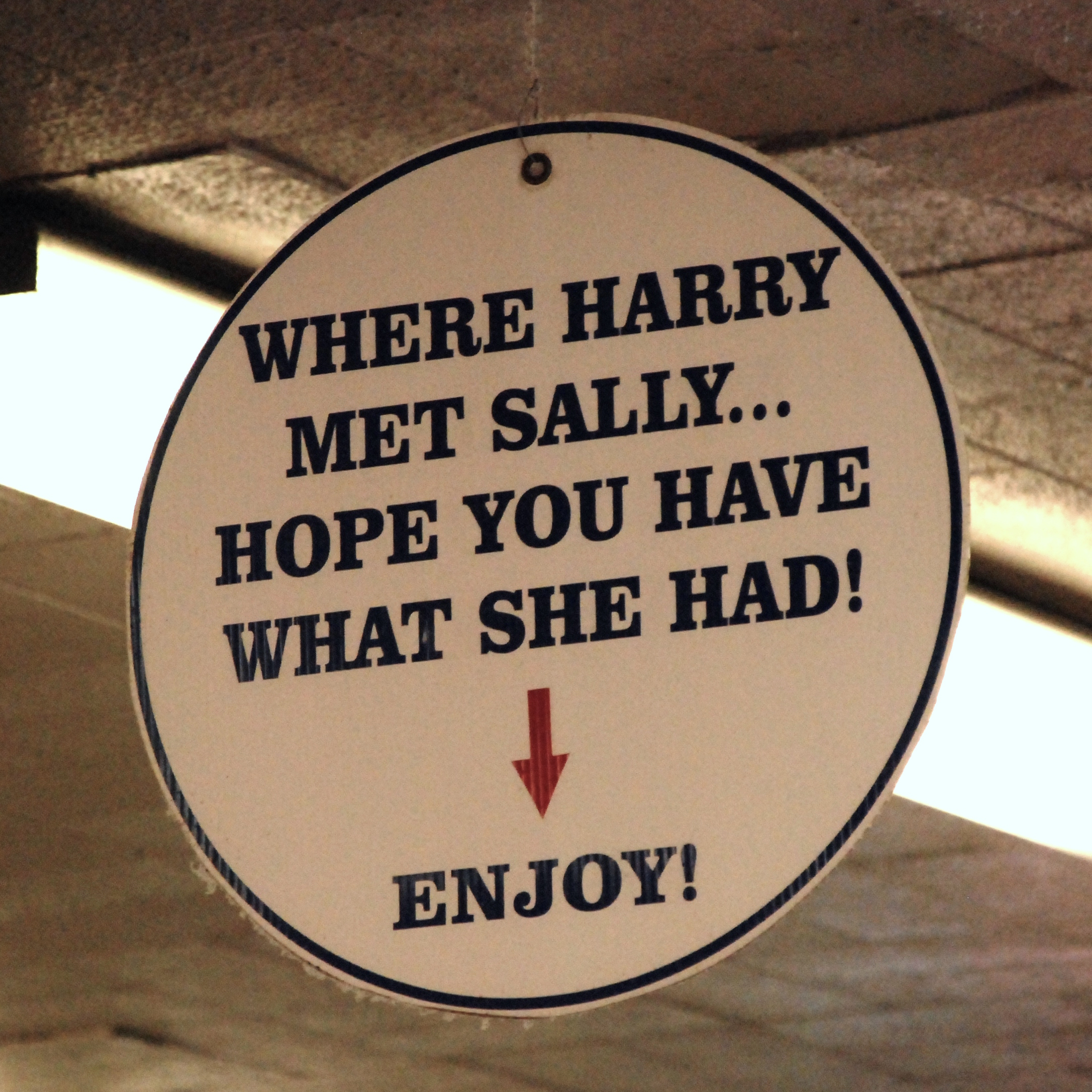
Affichette indiquant la table de la célèbre scène du film Quand Harry rencontre Sally.

Katz's est notamment célèbre pour la fameuse scène cinématographique, qui se situe dans le restaurant, de l'orgasme simulé de Meg Ryan dans le film Quand Harry rencontre Sally, suivi de la réflexion d'Estelle Reiner « Donnez-moi la même chose qu'elle ». Sur place, la table occupée par Meg Ryan et Billy Crystal est indiquée par une flèche.

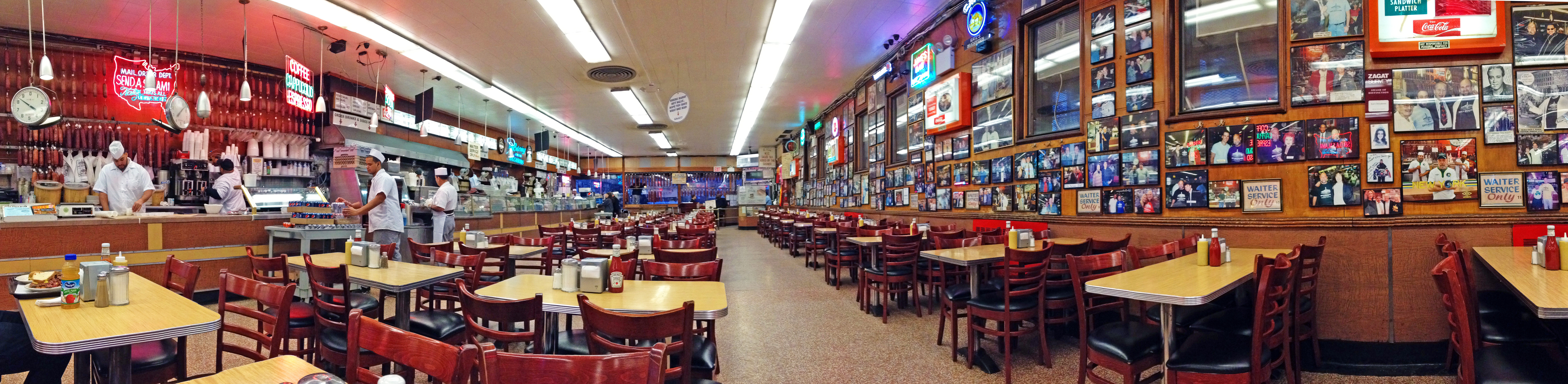
Le restaurant le matin, à l'ouverture.

C'est un haut lieu de tourisme.